# Kanton Portet-sur-Garonne
Der Kanton Portet-sur-Garonne ist seit 1997 ein französischer Wahlkreis im Arrondissement Muret, im Département Haute-Garonne und in der Region Okzitanien; sein Hauptort ist Portet-sur-Garonne.

## Gemeinden
Der Kanton besteht aus zwölf Gemeinden mit insgesamt 52.567 Einwohnern (Stand: 1. Januar 2022) auf einer Gesamtfläche von 110,63 km²:
| Gemeinde                  | Einwohner 1. Januar 2022 | Fläche km² | Dichte Einw./km² | Code INSEE | Postleitzahl |
| ------------------------- | ------------------------ | ---------- | ---------------- | ---------- | ------------ |
| Eaunes                    | 6.525                    | 14,95      | 436              | 31165      | 31600        |
| Labarthe-sur-Lèze         | 6.467                    | 10,43      | 620              | 31248      | 31860        |
| Lagardelle-sur-Lèze       | 3.304                    | 13,78      | 240              | 31263      | 31870        |
| Pinsaguel                 | 2.779                    | 5,20       | 534              | 31420      | 31120        |
| Pins-Justaret             | 4.377                    | 4,51       | 971              | 31421      | 31860        |
| Portet-sur-Garonne        | 9.798                    | 16,19      | 605              | 31433      | 31120        |
| Roques                    | 5.295                    | 9,30       | 569              | 31458      | 31120        |
| Roquettes                 | 4.292                    | 3,36       | 1.277            | 31460      | 31120        |
| Saubens                   | 2.351                    | 5,99       | 392              | 31533      | 31600        |
| Venerque                  | 2.898                    | 14,57      | 199              | 31572      | 31810        |
| Vernet                    | 3.294                    | 10,53      | 313              | 31574      | 31810        |
| Villate                   | 1.187                    | 1,82       | 652              | 31580      | 31860        |
| Kanton Portet-sur-Garonne | 52.567                   | 110,63     | 475              | 3112       | –            |

Bis zur landesweiten Neuordnung der französischen Kantone im März 2015 gehörten zum Kanton Portet-sur-Garonne die zehn Gemeinden Eaunes, Labarthe-sur-Lèze, Lagardelle-sur-Lèze, Pinsaguel, Pins-Justaret, Portet-sur-Garonne, Roques, Roquettes, Saubens und Villate. Sein Zuschnitt entsprach einer Fläche von 85,50 km2. Er besaß vor 2015 einen anderen INSEE-Code als heute, nämlich 3152.